# 黏膜
黏膜是排列在生物体内的各种腔并覆盖内部器官表面的膜。黏膜是由覆盖一层蜂窝组织的一层或多层上皮细胞组成。黏膜主要起源于内胚层，并与身体开口处的皮肤连续，例如眼睛、眼睑、耳朵、鼻子内部、嘴巴内部、嘴唇、生殖器区域、尿道口和肛门。一些黏膜会分泌黏液，这是一种黏稠的保护液。膜的功能是阻止病原体和污垢进入体内，并防止身体组织脱水。

## 结构
黏膜是由一层或多层分泌黏液的上皮细胞和下层疏松结缔组织的固有层组成。分泌的细胞类型和黏液类型会因器官而异，并且每个器官都可能在给定的管道中有所不同。
黏膜排列在消化道、呼吸道和生殖道内，是外部世界和身体内部之间的主要屏障；成年人的黏膜总表面积约为400平方米，而皮肤表面积约为2平方米。:1黏膜除了提供物理屏障外，它们还包含免疫系统的关键部分，并充当身体本身和微生物组之间的界面。:437

### 例子
一些例子包括：
- 子宫内膜：子宫的黏膜
- 胃黏膜
- 肠黏膜
- 鼻黏膜
- 嗅黏膜
- 口腔黏膜
- 包皮黏膜
- 呼吸道黏膜
- 阴道黏膜
- 舌系带
- 肛管
- 结膜

### 发展
在发育过程中，大部分黏膜是从内胚层来的。例外情况包括上颚、脸颊、口腔底部、牙龈、嘴唇和梳状线以下的肛管部分，它们都源于外胚层。

## 功能
黏膜的功能之一是保持组织湿润（例如在呼吸道中，包括嘴巴和鼻子）。:480黏膜还具有吸收和转化营养物质的作用。:5,813黏膜也可以保护身体免受自身伤害。例如，胃中的黏膜保护胃免受胃酸的侵害，:384,797而膀胱内壁的黏膜保护下面的组织免受尿液的侵害。在子宫中，黏膜称为子宫内膜，每个月都会肿胀，然后在月经期排出体外。:1019

### 营养
烟酸:876和维生素A是帮助维持黏膜的必需营养素。